# Megaletoscopio

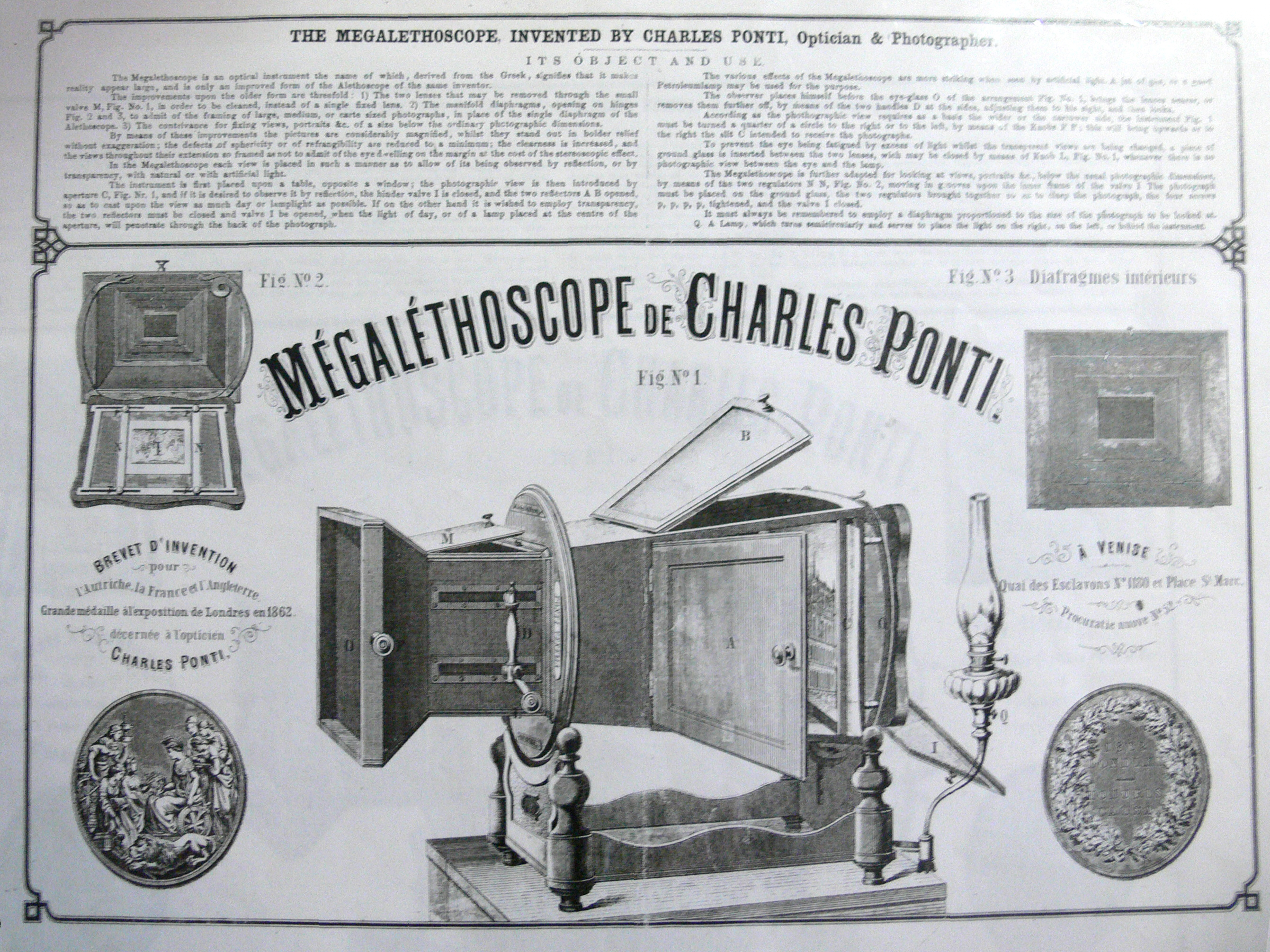
Descripción del megaletoscopio.

El megaletoscopio es un mecanismo óptico surgido a partir de la evolución del aletoscopio (patentado en 1861), diseñados ambos aparatos por el suizo Carlo Ponti (fotógrafo) (1823-1893). Este aparato fue diseñado en los años 1860.
En más de una ocasión se ha confundido el megaletoscopio con el estereoscopio, pero el diseño y el efecto de este segundo aparato son completamente distintos. No obstante, el megaletoscopio guarda ciertas similitudes con el aletoscopio, pues ambos son capaces de ofrecer una cierta ilusión de relieve utilizando la cromoestereopsis.

## Historia
En 1860, Carlo Ponti, óptico del rey Vittorio Emanuele II di Savoia, creó un aparato denominado aletoscopio, para la visualización de tanto pinturas como fotografías. La idea principal de este mecanismo era la visualización de vistas opacas y transparentes de grandes dimensiones para impresionar a los usuarios. Las ediciones más especiales y mejor diseñadas de este aparato eran lo que se conocía como megaletoscopios.

## Mecanismo
La función de este mecanismo consiste en la observación de imágenes a través de una gran lente que permite crear una ilusión óptica de gran profundidad de campo y perspectiva en las imágenes visualizadas. Las copias a la albúmina se retroiluminan con una fuente de luz situada dentro de la cámara (normalmente una linterna de aceite o queroseno) o iluminadas por la luz del día a través de un sistema de puertas abiertas.
Una serie de espejos dispuestos en el interior de la máquina conduce la luz hacia la parte frontal de las imágenes. Los efectos obtenidos en función de la cantidad de luz que entra se consiguen al pintar la parte trasera de la albúmina fotográfica. Para crear la ilusión de iluminación, las imágenes tienen agujeros en cada lado de la «impresión». Estos son casi invisibles desde la parte frontal, y hay ciertas secciones que fueron recortadas para que el papel que se introdujese en la máquina pudiese ser más fino. 
En las primeras pruebas con este mecanismo, se preparó una serie de fotografías específicas para utilizar con el megaletoscopio. Estas imágenes eran translúcidas y coloridas, a fin de crear unos efectos visuales más dramáticos. Uno de estos efectos era iluminar las imágenes a partir de luz oscura para ofrecer la sensación de que la luz era nocturna. Cuando la parte superior del aparato se abría y la luz llegaba directa a la parte frontal de la imagen se veía una escena con «luz de día». Cuando esta parte superior se cerraba y la luz venía de atrás, la escena se convertía en nocturna.

## Dónde encontrarlos
- Graphic Arts Collection: Rare Books and Special Collections, Biblioteca Firestone en la Universidad de Princeton.[4]
- La casa de George Eastman. En ella se encuentran cada año cientos de personas interesadas en la fotografía. En esta casa se encuentra una de las más grandes colecciones de megalotoscopios del mundo.
- Museo del Romanticismo, Madrid. En esta exposición, que duró del 24 de enero al 13 de mayo de 2018, «Se ve mi sombra, pero yo me quedo» se ve una serie de imágenes y aparatos (entre ellos, el megaletoscopio) que llevan al espectador al siglo XIX.[5][6][7]
- «L'experiència màgica del cinema», en el vestíbulo del edificio histórico de la Universidad de Barcelona.[1]
- Museo del Precinema, en Italia.